# Barriemore Barlow
Barriemore Barlow (auch Barry oder Barrie Barlow; * 10. September 1949 in Birmingham, England) ist ein britischer Schlagzeuger und Perkussionist. Seine Bekanntheit erlangte er vor allem als Mitglied der Progressive-Rock-Band Jethro Tull in den Jahren 1971 bis 1980.

## Karriere
Bereits im Alter von 14 Jahren war Barlow Schlagzeuger bei The Blades, einer Vorgängerband von Jethro Tull, der auch Ian Anderson, John Evan und Jeffrey Hammond angehörten.
Nachdem Barlow Jethro Tull verlassen hatte, gründete er zusammen mit Zal Cleminson, Charlie Tumahai und Ronnie Leahy die Band Tandoori Cassette, die jedoch nur kurze Zeit bestand.
In den folgenden Jahren spielte er in verschiedenen Projekten als Gastmusiker, unter anderem mit Robert Plant, John Miles, Yngwie Malmsteen und Jimmy Page.
Heute betreibt Barlow ein Tonstudio im englischen Shiplake in der Grafschaft Oxfordshire und ist Manager der Band The Repertoires.

## Diskografie

### Jethro Tull
- Living in the Past (1972)
- Thick as a Brick (1972)
- A Passion Play (1973)
- War Child (1974)
- Minstrel in the Gallery (1975)
- Too Old to Rock ’n’ Roll: Too Young to Die! (1976)
- Songs from the Wood (1976)
- Heavy Horses (1978)
- Bursting Out (1978)
- Stormwatch (1979)
- Nightcap – Unreleased Masters (aus den Jahren 1974 bis 1991) (1993)

### Als Gastmusiker
- Brian Protheroe – I/You (1976)
- Maddy Prior – Woman In The Wings (1978)
- Richard Digance – Live At The Queen Elizabeth Hall (1978)
- Richard Digance – Commercial Road (1980)
- Kerry Livgren – Seeds Of Change (1980)
- Robert Plant – Principle Of Moments (1983)
- Yngwie Malmsteen – Rising Force (1985)
- John Miles – Transition (1986)
- Jimmy Page – Outrider (1988)
- Yngwie Malmsteen – Collection (1992)
- The Beatles – Dark Horse: The Secret Life Of George Harrison (1995)
- Kava Kava – You Can Live Here (1995)
- Kava Kava – Supalube (1997)

### Als Musiker, Produzent und Komponist
- Mr. Methane – Mr. Methane.com (1999)
- Mr. Methane – The Mr. Methane Christmas Album (200?)
- Mr. Methane – Let’s Rip! (DVD, 200?)
- Kiss Of The Gypsy – Kiss Of The Gypsy (1992)